# Rufus T. Firefly
Rufus T. Firefly est un groupe de rock alternatif espagnol, originaire d'Aranjuez, à Madrid. Il est formé en 2006 par Víctor Cabezuelo (voix et guitare), Carlos Campos (guitare), Julia Martín-Maestro (batterie) et Sara Oliveira (basse). Plus tard, ils sont rejoints par Alberto Rey (claviers). Ils tirent leur nom du personnage de Groucho Marx (des Marx Brothers) dans le film La Soupe au canard.

## Biographie

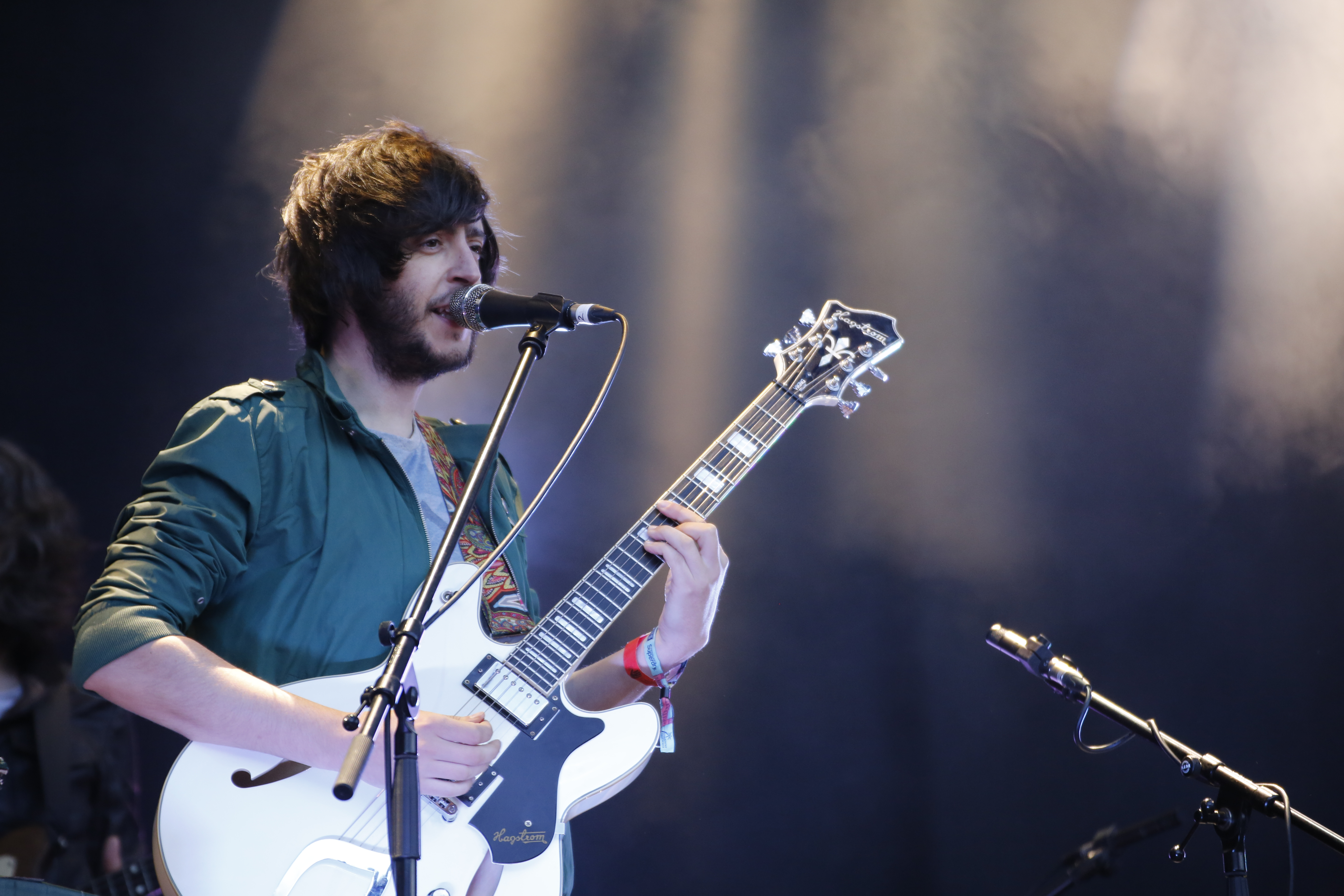
Víctor Cabezuelo.

Rufus T. Firefly entame son périple en 2006, année de leur premier concert effectue lors du concours Global Battle of the Bands à Madrid. Après ce début inspirant nait Invisible, une première démo, composée de quatre chansons chantées en anglais.
En 2008, ils enregistrent leur premier album studio, My Synthetic Heart. Il s'agit d'un album auto-produit dont divers médias tels que Radio 3 (El Paraíso, Disco Grande, Dangerously Together), Cadena Ser et des blogs spécialisés, ont parlé. Ses onze chansons mènent le jeune groupe à la finale des concours et dans des compilations d'initiatives telles que la quatrième édition de la compilation Explosión local. En son soutien, ils visitent toute la péninsule. Ils commencent à être reconnus dans la scène underground. leur premier clip est tourné pour le morceau 8:24. 
À ce stade de sa carrière, le groupe se sépare à la fin de 2009 pour des raisons personnelles, sans préciser si la décision était définitive. En février 2011, avec un an de silence et après avoir décidé d'adopter l'espagnol dans ses morceaux, Rufus T. Firefly publie un EP intitulé La historia secreta de nuestra obsolescencia programada. Ce deuxième opus, également auto-produit, est enregistré aux studios El Lado Izquierdo, aux commandes de Dany Richter (Russian Red, Christina Rosenvinge...) et sous la direction de Manuel Cabezalí. (Havalina, The Cabriolets..).
Lors de la tournée en soutien à l'EP, ils collaborent avec le claviériste Alberto Rey. Ils sont inclus dans plusieurs compilations (Pop a Porter 2008, Festimad Taste, Mundo Pop, Encuentros Alados), et participent à des compétitions telles que le XIV Concurso Nacional de Pop-Rock de Rivas Vaciamadrid qu'ils remportent, ou la Villa de Laredo 2011, à laquelle ils sont finalistes. 
Ø (2012) est le troisième album studio de Rufus T. Firefly, qui compte désormais cinq membres, après l'arrivée définitive d'Alberto Rey aux claviers. Cette fois-ci, l'album est publié par le label Lago Naranja Records.
Répétant le succès de son successeur, produit par Dany Richter et Manuel Cabezalí, l'album est enregistré en mai, et publié en septembre ; une partie de la presse spécialisée nationale telle que Ruta 66 et le magazine El País (Tentaciones). Il se classe 12e du classement annuel établi par Mondosonoro, ou jouent pendant des mois tout au long de la programmation de Radio 3, 10 et dans d'autres stations nationales.
En 2014, ils sortent leur quatrième album studio, Nuevo, supposant une confirmation définitive au niveau national du groupe. Passage en 2015 pour jouer dans de petites salles et dans certains des festivals les plus importants du pays. La fin de la tournée de l'album s'effectue à la Sala Ocho et Medio à Madrid. En 2017, ils jouent au Gran Café (Mexique) avec Kill Aniston. Le 12 mai 2018, ils jouent au Sound Isidro.

## Discographie
- 2008 : My Synthetic Heart
- 2011 : La Historia secreta de nuestra obsolescencia programada
- 2012 : Ø
- 2014 : Nueve
- 2017 : Magnolia
- 2018 : Loto
- 2021 : El largo mañana